# Zogbodomey
Zogbodomey är en kommun i departementet Zou i Benin. Kommunen har en area på 700 km2, och den hade 92 935 invånare år 2013.